# Ergasilus egyptiacus
Ergasilus egyptiacus is een eenoogkreeftjessoort uit de familie van de Ergasilidae. De wetenschappelijke naam van de soort is voor het eerst geldig gepubliceerd in 2008 door Abdel-Hady, Bayoumy & Osman.